# Clinia
Clinia, padre di Alcibiade il Vecchio del demo di Scambonide (in greco antico: Κλεινίας?, Kleinías; Atene, prima del 480 a.C. – Coronea, 447 a.C.), è stato un politico e militare ateniese del V secolo a.C., padre del famoso Alcibiade.

## Biografia
Secondo Plutarco, Clinia faceva discendere la sua famiglia da Eurisace, figlio di Aiace Telamonio. Membro della famiglia degli Alcmeonidi, sposò Dinomaca, figlia di Megacle.
Si distinse nella battaglia di Capo Artemisio (480 a.C.) armando coi suoi soldi una nave e provvedendola di 200 uomini di equipaggio. Morì nella battaglia di Coronea (447 a.C.).
A Clinia è attribuito il decreto di Clinia, che contribuì all'irrigidimento del processo di raccolta dei tributi nell'Impero ateniese; attribuendo questa iscrizione a questo Clinia (il padre di Alcibiade), ciò lo colloca all'inizio degli anni 440 a.C., convenzionalmente nel 447 a.C., visto che Clinia morì proprio quell'anno nella battaglia di Coronea.